# Ramacca

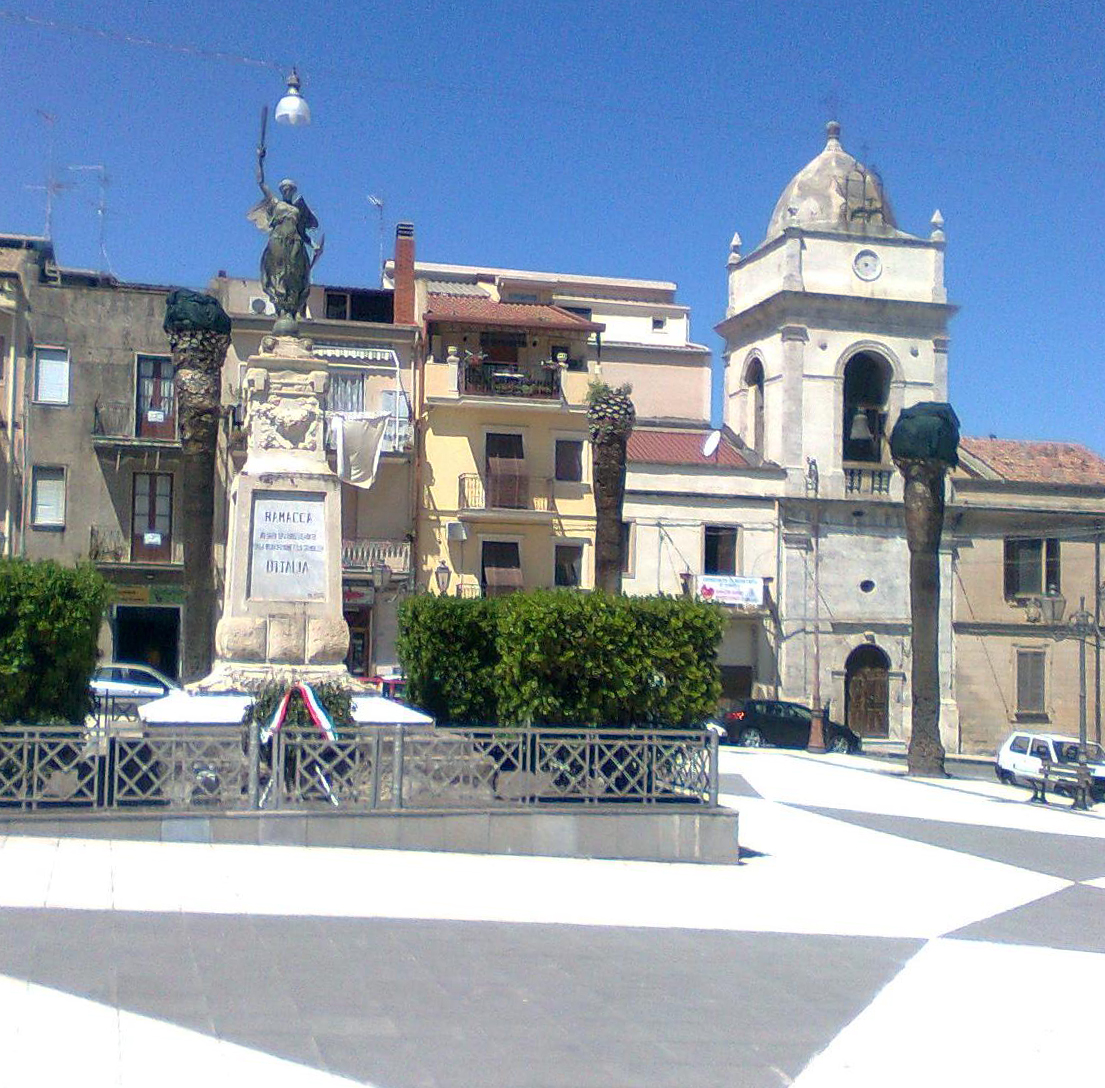
Centrum van Ramacca (Piazza Regina Elena)

Ramacca is een gemeente in de Italiaanse provincie Catania (regio Sicilië) en telt 10.630 inwoners (31-12-2004). De oppervlakte bedraagt 305,8 km², de bevolkingsdichtheid is 35 inwoners per km².
De volgende frazioni maken deel uit van de gemeente: Libertinia.

## Geografie
De gemeente ligt op ongeveer 270 m boven zeeniveau.
Ramacca grenst aan de volgende gemeenten: Agira (EN), Aidone (EN), Assoro (EN), Belpasso, Castel di Judica, Lentini (SR), Mineo, Palagonia, Paternò, Raddusa.

## Geboren
- Fortunato Calcagno (1900-1966), advocaat en volksvertegenwoordiger

Aci Bonaccorsi · Aci Castello · Aci Catena · Aci Sant'Antonio · Acireale · Adrano · Belpasso · Biancavilla · Bronte · Calatabiano · Caltagirone · Camporotondo Etneo · Castel di Judica · Castiglione di Sicilia · Catania · Fiumefreddo di Sicilia · Giarre · Grammichele · Gravina di Catania · Licodia Eubea · Linguaglossa · Maletto · Maniace · Mascali · Mascalucia · Mazzarrone · Militello in Val di Catania · Milo · Mineo · Mirabella Imbaccari · Misterbianco · Motta Sant'Anastasia · Nicolosi · Palagonia · Paternò · Pedara · Piedimonte Etneo · Raddusa · Ragalna · Ramacca · Randazzo · Riposto · San Cono · San Giovanni la Punta · San Gregorio di Catania · San Michele di Ganzaria · San Pietro Clarenza · Sant'Agata li Battiati · Sant'Alfio · Santa Maria di Licodia · Santa Venerina · Scordia · Trecastagni · Tremestieri Etneo · Valverde · Viagrande · Vizzini · Zafferana Etnea
1. ↑  https://demo.istat.it/?l=it.